# Muzeum i Instytut Zoologii Polskiej Akademii Nauk
Muzeum i Instytut Zoologii Polskiej Akademii Nauk (MiIZ PAN) – instytut naukowy Polskiej Akademii Nauk znajdujący się przy ul. Twardej 51/55 w Warszawie.

## Opis
Geneza instytucji sięga Gabinetu Zoologicznego utworzonego w 1819 przy ówczesnym Królewskim Uniwersytecie Warszawskim i rozwijającego się do 1862 pod kierownictwem Feliksa Pawła Jarockiego. Następcą Jarockiego był Władysław Taczanowski, który po objęciu funkcji kierownika zmienił Gabinet w miejsce eksponowania zbiorów o charakterze edukacyjno-naukowym. W 1864 Taczanowski nawiązał kontakt z Konstantym i Aleksandrem Branickimi, którzy objęli Gabinet mecenatem, finansując powiększające kolekcję ekspedycje do Ameryki Południowej i Afryki. Taczanowski kierował Gabinetem do 1890, a po nim Nikołaj Nasonow (do 1906) i Jakow Szczełkanowcew (do 1915). Władysław Taczanowski współpracował z Branickimi przy powołaniu prywatnego Muzeum Zoologicznego (Muzeum hr. Branickich), które zostało otwarte dla publiczności przez Ksawerego Branickiego w 1887 Jego kierownikiem został Jan Sztolcman.
W 1919 z połączenia Muzeum hr. Branickich i Gabinetu powstał Dział Zoologiczny Narodowego Muzeum Przyrodniczego. W 1921 Dział ten przemianowany został na Polskie Państwowe Muzeum Przyrodnicze, a w 1928 na Państwowe Muzeum Zoologiczne.
W 1935 po pożarze muzeum zlokalizowanego na terenie Uniwersytetu Warszawskiego, jego siedzibę przeniesiono do budynku przy ul. Wilczej 64. W czasie obrony Warszawy we wrześniu 1939 roku budynek został poważnie uszkodzony w wyniku ostrzału artyleryjskiego, a część zbiorów zniszczona. Kolejne straty spowodowała grabież okazów, książek i sprzętu optycznego dokonana przez oddział SS – Sonderkommando Paulsen. W trakcie burzenia Warszawy po powstaniu warszawskim budynek został podpalony przez Niemców, w wyniku czego znacznie ucierpiały zbiory zoologiczne (głównie entomologiczne) pochodzące z różnych rejonów świata, biblioteka i archiwum.
Po wojnie do 1953 kierownikiem muzeum był Stanisław Feliksiak. W 1952, po powstaniu Polskiej Akademii Nauk i powołaniu Instytutu Zoologii PAN, muzeum weszło w jego skład. Dyrektorem Instytutu w latach 1953-1959 był Tadeusz Jaczewski.
Stała wystawa instytutu istniała w budynku przy ul. Wilczej, później przeniesiona została do Pałacu Kultury i Nauki, gdzie funkcjonowała do 1976. Wznowiono ją w 1992. Kolejna (otwarta w 2007) wystawa prezentująca drapieżniki, pt. Zabójcy bez winy, stanowiła ciekawe uzupełnienie bezpośrednio z nią sąsiadującej ekspozycji Muzeum Ewolucji Instytutu Paleobiologii Polskiej Akademii Nauk, mieszczącego się w Pałacu Młodzieży w Pałacu Kultury i Nauki. Wystawa ta obecnie znajduje się na Wydziale Biologii Uniwersytetu Gdańskiego.
W 2023 roku siedziba Muzeum i Instytutu Zoologii PAN została przeniesiona z ulicy Wilczej w Warszawie na ulicę Twardą 51/55.